# クソニンジン
クソニンジン（学名: Artemisia annua、中国名: 黄花蒿、英名: sweet annie, sweet sagewort）は、キク科ヨモギ属の越年草。和名は、特異な異臭を持つこと、および葉がニンジンの葉に似ていることによる。

## 特徴
全体に強い匂いがある。茎は直立し、高さ1 - 2メートル (m) ほどになり、無毛。下部は太さ1センチメートル (cm) に達し、木質化する。上部ではよく分岐する。若いときは緑色だが後に褐色になる。
葉は互生し、長さは 2 - 7 cm。3回羽状に深く裂け、最終裂片は幅0.3ミリメートル (mm) 程度に細かくなる。表面には微細な毛がある。葉柄は長さ 1 - 2 cm 程度で、基部は半ば茎を抱く。下部の葉は花期に枯れる。日照時間13.5時間を境とする短日植物である。
花期は8 - 10月。大型の円錐花序に多数の頭花が付く。頭花は下向きに付き、球状で直径 1.5 - 2.5 mm 程度。総苞片は3 - 4層に並び、外片は細長く緑色、中・内片は長楕円形で周辺は半透明の膜質で中央部が緑色。花は黄色の筒状花で腺点があり、頭花の中央部には両性花、周辺部には雌花が付く。雌花は細い筒状で先端部が2 - 3裂し、花柱は花冠の外に伸びだし先端は2裂する。両性花の花冠は5裂し、葯が合着した5本の雄蘂を持ち、花柱は花冠とほぼ同じ長さになる。自然界における受粉は虫媒および風媒である。
痩果は長さ6 mmほどで冠毛が無い。染色体数は、2n = 18。

## 分布
原産地はユーラシア大陸であり、アジアから東ヨーロッパにかけての広い地域に分布する。中国では、道端や荒地から草原や半砂漠地帯まで全土に広く分布し、東部では標高 1500 m 以下、西部では2000 mから3000 mまで、チベットでは3650 mの地点まで分布する。 アメリカやカナダにも導入され、ケベック州やオンタリオ州および合衆国東部および中西部に至る広い地域に分布する。日本には薬用植物として渡来し、現在は野性化して本州以南の畑、牧草地、荒地、市街地の道端などに生える。

## 利用
伝統的な中国医学では解熱に利用される。1967年に始まった中国人民解放軍の軍事プロジェクトにおいて、クソニンジンのエーテル抽出物がマラリアに驚異的な効果をもたらすことが発見され、1972年にはその主要な有効成分としてアルテミシニンが同定された。その後、いくつかのプロジェクトによりアルテミシニンの合成は成功しているものの、複雑さやコスト高から、現在の所は、植物から分離するのがもっとも経済的とされる。
なお、アルテミシニンの発見者である屠呦呦は、抗寄生虫薬イベルメクチンの発見者であるウィリアム・セシル・キャンベル、大村智と共に、2015年のノーベル生理学・医学賞を受賞している。 
2020年4月30日、マダガスカルのアンドリー・ラジョエリナ大統領が、新型コロナウイルス感染症 の予防と治療に効くとして、クソニンジンを煎じたハーブティーCovid-Organicsをテレビカメラの前で飲み干してみせたことをきっかけに、クソニンジンは新たな脚光を浴びることになる。
WHOは当初、新型コロナウイルス感染症の治療薬になり得るとうたわれている薬用植物については、効果や副作用、安全性などの試験が必要として、クソニンジンなどを用いた代替医療を巡り警鐘を鳴らしていたが、2020年9月19日になって、一転して新型コロナウイルス感染症の治療法となる可能性があるとして、WHOはクソニンジンを含む薬草を用いた植物療法の臨床試験計画を承認した。
2021年1月8日、コロンビア大学とワシントン大学 、ウースター工科大学の研究者らは、熱湯で抽出したクソニンジンの葉のエキスが新型コロナウイルスに対し抗ウイルス活性を示したことを発表した。
ただ、本研究においては、抗マラリア薬であるアルテミシニン加工薬のアーテスネート、アルテメター、ジヒドロアルテミシニンは、いずれも新型コロナ・ウイルスには効果がなかったとされており、抗ウイルス活性を示したのはクソニンジン乾燥葉の熱湯抽出物であった。このことから、研究グループのパメラ・ウェザーズ代表は、クソニンジンはおそらくアルテミシニンの効力によって新型コロナウイルスに効果を示しているのではなく、自ら含有するなにか別の成分の組み合わせによって作用を及ぼしていると指摘する。今後の動向が注目される。